# Assedio di Matsuo
L'assedio di Matsuo del 1554 fu una della tante battaglie combattute da Takeda Shingen per prendere il controllo della provincia di Shinano durante il periodo Sengoku.
Il castello di Matsuo, nella valle di Ina, era controllato da Ogasawara Nobusada; dopo averlo sconfitto Shingen conquistò anche il castello di Yoshiaka.